# ناحیه فرنچ، شهرستان سنت لوئیس، مینه سوتا
ناحیه فرنچ (به انگلیسی: French Township) یک منطقهٔ مسکونی در ایالات متحده آمریکا است که در شهرستان سنت لوئیس، مینه‌سوتا واقع شده‌است.
 ناحیه فرنچ ۹۶٫۷ کیلومتر مربع مساحت و ۵۶۷ نفر جمعیت دارد و ۴۱۸ متر بالاتر از سطح دریا واقع شده‌است.